# Phorbas
Phorbas är ett släkte av svampdjur. Enligt Catalogue of Life ingår Phorbas i familjen Hymedesmiidae, men enligt Dyntaxa är tillhörigheten istället familjen Anchinoidae.

## Dottertaxa tillPhorbas, i alfabetisk ordning[1][2]
- Phorbas acanthochela
- Phorbas amaranthus
- Phorbas arborescens
- Phorbas arbuscula
- Phorbas areolatus
- Phorbas baffini
- Phorbas bardajii
- Phorbas benguelensis
- Phorbas bihamiger
- Phorbas caespitosus
- Phorbas californiana
- Phorbas clathratus
- Phorbas clathrodes
- Phorbas dayi
- Phorbas demonstrans
- Phorbas dendyi
- Phorbas dives
- Phorbas domini
- Phorbas epizoaria
- Phorbas equiosculatus
- Phorbas erectus
- Phorbas ferrerhernandezi
- Phorbas fibrosus
- Phorbas fibulatus
- Phorbas ficticus
- Phorbas fictitioides
- Phorbas fictitius
- Phorbas frutex
- Phorbas fulvus
- Phorbas fusifer
- Phorbas glaberrimus
- Phorbas gravidus
- Phorbas hoffmani
- Phorbas intermedia
- Phorbas kovdaicum
- Phorbas lamellatus
- Phorbas lieberkuehni
- Phorbas longurioides
- Phorbas megasigma
- Phorbas mercator
- Phorbas microchelifer
- Phorbas microcionides
- Phorbas mollis
- Phorbas nexus
- Phorbas osculosus
- Phorbas palmatus
- Phorbas papillatus
- Phorbas papillosa
- Phorbas paucistylifer
- Phorbas paupertas
- Phorbas perarmatus
- Phorbas plumosus
- Phorbas posidoni
- Phorbas punctatus
- Phorbas purpureus
- Phorbas pustulosa
- Phorbas ramosus
- Phorbas repens
- Phorbas roemeri
- Phorbas roxasi
- Phorbas salebrosus
- Phorbas scabida
- Phorbas stylifer
- Phorbas tailliezi
- Phorbas tenacior
- Phorbas tenuis
- Phorbas tenuispiculatus
- Phorbas thela
- Phorbas tokushima
- Phorbas topsenti
- Phorbas uncifer